# Asier Illarramendi
Asier Illarramendi Andonegi (n. 8 martie 1990) este un fotbalist spaniol care evoluează la clubul FC Dallas în MLS pe poziția de mijlocaș defensiv.

## Palmares

### Club
Real Madrid
- Copa del Rey (1): 2013–14
- Liga Campionilor UEFA (1): 2013–14
- Supercupa Europei (1): 2014

### Națională
Spania U21
- Campionatul European de Fotbal Under-21: 2013

Spania U17
- Campionatul Mondial de Fotbal U-17: Finalist 2007

## Statistici
La 15 martie 2014
| Club          | Sezon        | Campionat | Campionat | Cupă    | Cupă   | Europa  | Europa | Altele  | Altele | Total   | Total  |
| Club          | Sezon        | Meciuri   | Goluri    | Meciuri | Goluri | Meciuri | Goluri | Meciuri | Goluri | Meciuri | Goluri |
| ------------- | ------------ | --------- | --------- | ------- | ------ | ------- | ------ | ------- | ------ | ------- | ------ |
| Real Sociedad | 2009–10      | 1         | 0         | 0       | 0      | —       | —      | —       | —      | 1       | 0      |
| Real Sociedad | 2010–11      | 3         | 0         | 0       | 0      | —       | —      | —       | —      | 3       | 0      |
| Real Sociedad | 2011–12      | 18        | 0         | 0       | 0      | —       | —      | —       | —      | 18      | 0      |
| Real Sociedad | 2012–13      | 32        | 0         | 2       | 0      | —       | —      | —       | —      | 34      | 0      |
| Total         | Total        | 54        | 0         | 2       | 0      | —       | —      | —       | —      | 56      | 0      |
| Real Madrid   | 2013–14      | 20        | 1         | 8       | 1      | 7       | 0      | 0       | 0      | 35      | 2      |
| Total         | Total        | 20        | 1         | 8       | 1      | 7       | 0      | 0       | 0      | 35      | 2      |
| Career total  | Career total | 74        | 1         | 10      | 1      | 7       | 0      | 0       | 0      | 91      | 2      |